# ATC kod D06
ATC kod D06 Antibiotici i hemoterapeutici za dermatološku upotrebu su terapeutska podgrupa sistema za anatomsko terapeutsko hemijsku klasifikaciju. Ovaj sistem alfanumeričkih kodova je razvio  za klasifikaciju lekova i drugih medicinskih proizvoda.  Podgrupa D06 je deo anatomske grupe D Koža i potkožno tkivo.

Kodovi za veterinarsku upotrebu (ATCvet kodovi) se mogu formirati stavljanjem slova Q ispred humanih ATC kodova: QD06... ATCvet kodovi bez odgovarajućeg humanog ATC koda su navedeni sa vodećim Q na sledećoj listi.
Nacionalna izdanja ATC klasifikacije mogu da obuhvataju dodatne kodove koji nisu prisutni na ovoj listi.

### D06AATetraciklini derivati
D06AA01 Demeklociklin
D06AA02 Hlortetraciklin
D06AA03 Oksitetraciklin
D06AA04 Tetraciklin
QD06AA52 Hlortetraciklin, kombinacije
QD06AA53 Oksitetraciklin, kombinacije
QD06AA54 Tetraciklin, kombinacije

### D06AX Drugi antibiotici za topičku primenu
D06AX01 Fuzidinska kiselina
D06AX02 Hloramfenikol
D06AX04 Neomicin
D06AX05 Bacitracin
D06AX07 Gentamicin
D06AX08 Tirotricin
D06AX09 Mupirocin
D06AX10 Virginiamicin
D06AX11 Rifaksimin
D06AX12 Amikacin
D06AX13 Retapamulin
QD06AX99 Drugi antibiotici za topičku primenu, kombinacije

## D06B Hemoterapeutici za topičku primenu

### D06BASulfonamidi
D06BA01 Srebro sulfadiazin
D06BA02 Sulfatiazol
D06BA03 Mafenid
D06BA04 Sulfametizol
D06BA05 Sulfanilamid
D06BA06 Sulfamerazine
QD06BA30 Kombinacije hemoterapeutika za topičku upotrebu
D06BA51 Silver sulfadiazine, kombinacije
QD06BA53 Mafenid, kombinacije
QD06BA90 Formosulfatiazol
QD06BA99 Sulfonamidi, kombinacije

### D06BBAntivirali
D06BB01 Idoksuridin
D06BB02 Tromantadin
D06BB03 Aciklovir
D06BB04 Podofilotoksin
D06BB05 Inozin
D06BB06 Penciklovir
D06BB07 Lizozim
D06BB08 Ibakitabin
D06BB09 Edoksudin
D06BB10 Imikuimod
D06BB11 Dokosanol
D06BB12 Sinekatehini
D06BB53 Aciklovir, kombinacije

### D06BX Drugi hemoterapeutici
D06BX01 Metronidazol